# Ubľa
Ubľa (russinisch Вубля/Wublja; ungarisch Ugar – bis 1902 und 1939 bis 1945 Ublya) ist eine Gemeinde in der Ostslowakei mit 760 Einwohnern (Stand 31. Dezember 2024).

## Geographie

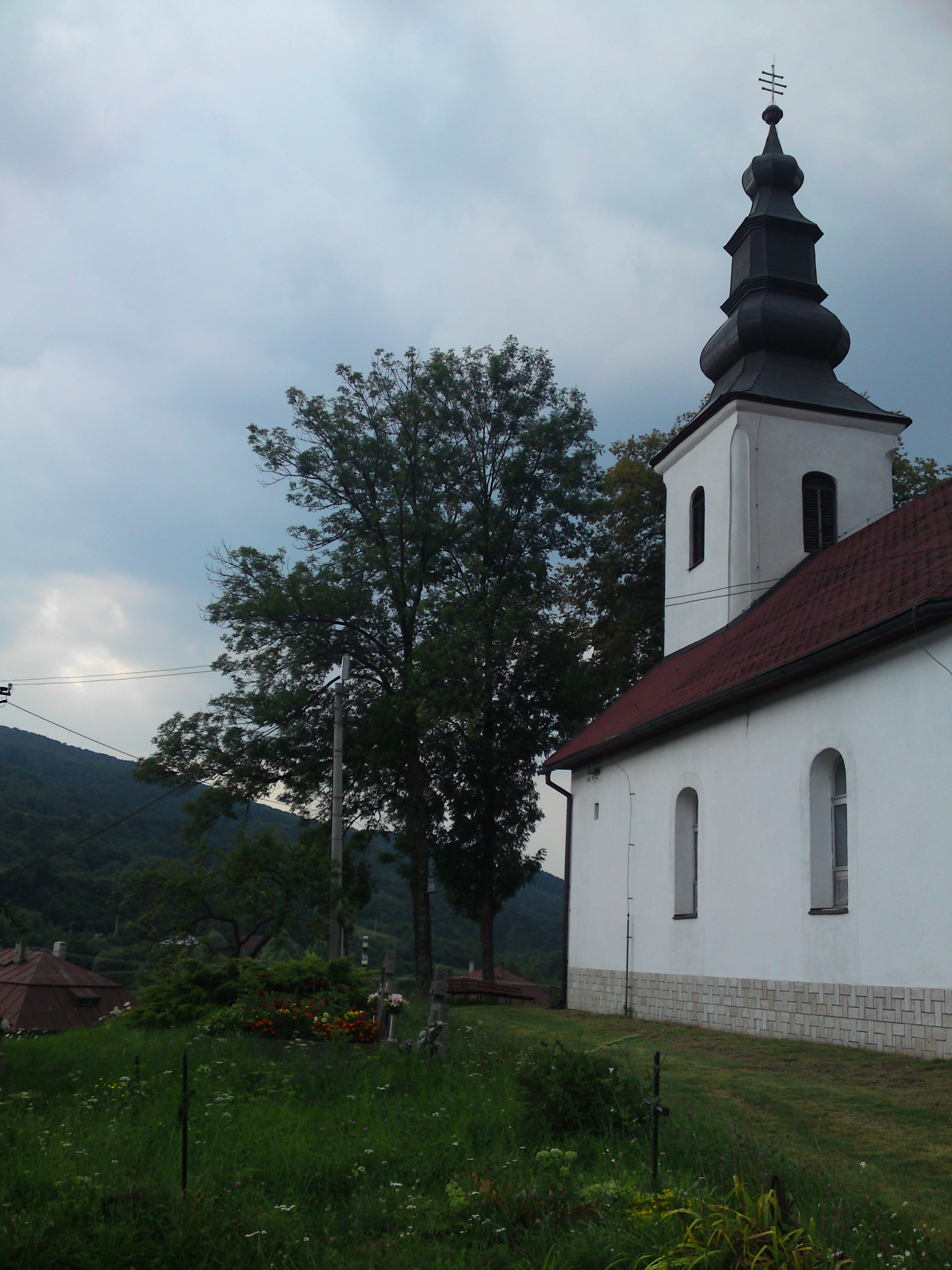
Kirche von Ubľa

Die Gemeinde befindet sich im Tal des Flusses Ublianka, zwischen dem Gebirge Bukovské vrchy und dem Gebirgsvorland Beskydské predhorie, etwa 3 km von der Grenze zur Ukraine und etwa 25 km von Snina und Sobrance entfernt.
Der Grenzübergang Ubľa-Malyj Beresnyj (Малий Березний) bei Welykyj Beresnyj (Великий Березний) liegt südöstlich des Ortes.

## Geschichte
Ubľa wurde 1567 erstmals schriftlich als Oblia erwähnt und gehörte damals zum Herrschaftsgut von Humenné. Vom 17. bis 19. Jahrhundert war das Dorf im Besitz der Familien Szirmay, Dernáth, Schmidegh und 1846 Lobkovitz. 1828 zählte man 126 Einwohner und 943 Einwohner, die in Forstwirtschaft, Viehhaltung und als Hersteller von ungebrannten Ziegeln und Korbmacher beschäftigt waren.
Bis 1918 gehörte der im Komitat Semplin liegende Ort zum Königreich Ungarn und kam danach zur Tschechoslowakei beziehungsweise heute Slowakei. Von 1939 bis 1944 gehörte der Ort nach dem Slowakisch-Ungarischen Krieg als Ublya zu Ungarn.

## Bevölkerung
| Jahr                | 1994 | 2004    | 2014    | 2024    |
| ------------------- | ---- | ------- | ------- | ------- |
| Anzahl der Personen | 869  | 873     | 794     | 760     |
| Unterschied         |      | +0,46 % | −9,04 % | −4,28 % |

| Jahr                | 2023 | 2024    |
| ------------------- | ---- | ------- |
| Anzahl der Personen | 774  | 760     |
| Unterschied         |      | −1,80 % |

Nach der Volkszählung 2011 wohnten in Ubľa 808 Einwohner, davon 485 Slowaken, 223 Russinen, 60 Ukrainer, 11 Roma, sieben Tschechen und jeweils ein Deutscher und Magyare. 20 Einwohner machten keine Angaben. 420 Einwohner bekannten sich zur orthodoxen Kirche, 308 Einwohner zur griechisch-katholischen Kirche, 34 Einwohner zur römisch-katholischen Kirche, sechs Einwohner zur evangelischen Kirche A. B. und zwei Einwohner zu den Zeugen Jehovas. 15 Einwohner waren konfessionslos und bei 23 Einwohnern ist die Konfession nicht ermittelt.
Ergebnisse nach der Volkszählung 2001 (881 Einwohner):
| Nach Ethnie: - 64,25 % Slowaken - 19,98 % Russinen - 12,71 % Ukrainer - 1,14 % Tschechen - 1,02 % Roma - 0,23 % Magyaren | Nach Konfession: - 51,76 % orthodox - 42,00 % griechisch-katholisch - 2,38 % keine Angabe - 2,16 % konfessionslos - 1,70 % römisch-katholisch |